# Marianthus coerulea-punctatus
Marianthus coerulea-punctatus är en tvåhjärtbladig växtart som beskrevs av Johann Friedrich Klotzsch. Marianthus coerulea-punctatus ingår i släktet Marianthus och familjen Pittosporaceae. Inga underarter finns listade.